# Ilpo Tapani Piirainen
Ilpo Tapani Piirainen (* 15. November 1941 in Kiihtelysvaara, Finnland; † 26. August 2012 in Steinfurt) war ein finnischer Germanist und Hochschullehrer.

## Leben und Wirken
Ilpo Tapani Piirainen wurde als Sohn des Baumeisters Emil Piirainen und dessen Frau Irja, geb. Honkasalo-Fabritius, in Kiihtelysvaara in Nordkarelien geboren. Nach dem Abitur in Joensuu begann er 1959 mit dem Studium für Germanistik, Anglistik, Ästhetik und Pädagogik an der Universität Helsinki. 1963 kam er nach Münster, ursprünglich für zwei Semester, arbeitete aber weiter als wissenschaftlicher Assistent und verfasste hier auch seine Dissertation in der allgemeinen Sprachwissenschaft. Nach einem Stipendium an der Universität in Helsinki habilitierte er sich an der Universität Helsinki. Während eines Stipendiums an der Karls-Universität in Prag erfuhr er von den zahlreichen deutschsprachigen Texten in den slowakischen Archiven aus der Zeit zwischen dem 14. und 18. Jahrhundert. Seit dem damaligen Aufenthalt im Jahr 1969 machte er es sich zur Lebensaufgabe, die frühneuzeitlichen Schreibsprachen dieser Texte zu untersuchen. So veröffentlichte er über 30 Bücher und zahlreiche Artikel zu diesen Forschungen. 1967 ehelichte er Elisabeth Dörrie.
Von 1972 bis 2006 war er Professor für deutsche Sprache und Literatur und ihre Didaktik, zunächst an der Pädagogischen Hochschule, ab dem Jahr 1980 am Germanistischen Institut der Universität Münster. Ferner lehrte er als Honorarprofessor an der Ruhr-Universität Bochum. In den Jahren 2006 bis 2009 wirkte Piirainen an der Philosophischen Fakultät der Universität Trnava als ordentlicher Professor am Lehrstuhl für Germanistik. Außer seinem Schwerpunkt der Forschungen in der Slowakei forschte und unterrichtete Piirainen seit Jahrzehnten auch in anderen Ländern, wie in Russland, China und Polen sowie in Finnland.

## Auszeichnungen
- 2001 Ľudovít-Štúr-Goldmedaille der Slowakischen Akademie der Wissenschaften
- 2003 erhielt er einen polnischen Staatspreis für das Buch Zweisprachige Stadtbücher in Oppen/Opole
- 2005 Goldene Medaille Frantisek Sasinek für das slowakische Archivwesen.
- 2011 Ehrendoktor der Universität Trnava.[2]